# Nicanor Perlas
Nicanor Jesús Pineda Perlas, född 10 januari 1950 i Manilla är en filippinsk aktivist. Han räknas som en av de främsta ledarna för vår tids folkrörelser i utvecklingsländerna. År 2003 fick han Right Livelihood Award.

## Biografi
Nicanor Perlas växte upp i ett borgerligt hem i huvudstaden Manilla på Filippinerna. Han gick ut high school 1968 med strålande betyg och diplom i Årets idrottare och silvermedalj i matematik. Perlas blev varse den djupa fattigdomen i Filippinerna och bestämde sig för att utbilda sig till agronom och valde Xavieruniversitet på ön Mindanao, den fattigaste ön i landet. Under studietiden engagerade han sig i en organisation för att reformera universitetens undervisning och politik, vilket resulterade i genomgripande reformer.
Perlas har varit gift med den amerikanska medborgaren Kathryn Carpenter, lärare vid Manillas Waldorfskola, men är numera skild. Tillsammans har de sonen Christopher Michael Perlas.

## Politiskt engagemang

### Kärnkraftsmotstånd
På 1960-talet bildades Filippinernas Atomkraftskommission med stöd av president Marcos.  När det blev känt att det planerades för tolv kärnkraftverk i ett land som ofta drabbas av svåra jordbävningar och vulkanutbrott, organiserade Perlas en kampanj för att stoppa kärnkraften. Den första anläggningen, Bataan Nuclear Power Plant hade ekonomiska problem och drabbats av korruption. Stora demonstrationer ägde rum och Perlas tvingades i exil i USA.
År 1986 störtades president Marcos och Perlas kunde återvända. Han blev teknisk rådgivare i Kommissionen för filippinsk kärnkraft och hela kärnkraftsprogrammet lades ner. Perlas grundade Centre for Alternative Development initiativet. (CAD).

### Bekämpningsmedel
På 1980-talet ingick Perlas i en panel för att undersöka användningen av bekämpningsmedel. Han blev ordförande i en utredning som föreslog stopp för 32 farliga bekämpningsmedel för användning i jordbruket.

### Social tregrening
I boken Det globala civilsamhället redogör Perlas för den antroposofiska samhällsynen Social tregrening och hur Globaliseringen skulle kunna utvecklas i den riktningen. Han pekar på hur världshändelser i ökande grad påverkar människors vardag. Människans identitet påverkas av den snabba utvecklingen av GMO, nanoteknologi och artificiell intelligens. Perlas skapade nätverket Global Network for Social Theefolding (GN3) år 2002.

## Utmärkelser och priser
- 1994 – Global 500 Award, FN:s miljöpris.
- 1995 – The Outstanding Filipino Award, (TOFIL).
- 2003 – Right Livelihood Award.